# Amisulpridă
Amisulprida este un antipsihotic atipic derivat de benzamidă, fiind utilizat în tratamentul schizofreniei și al psihozelor, dar și pentru prevenirea greții post-operatorii. Căile de administrare disponibile sunt orală și intravenoasă. Este un antagonist dopaminergic al receptorilor D2.